# Яковлев, Александр Владимирович
Алекса́ндр Влади́мирович Я́ковлев (род. 8 сентября 1957, Киев) — советский легкоатлет, специалист по тройному прыжку. Выступал за сборную СССР по лёгкой атлетике в 1978—1988 годах, обладатель бронзовой медали чемпионата Европы в помещении, серебряный призёр Универсиады в Кобе и турнира «Дружба-84», победитель и призёр первенств всесоюзного значения. Мастер спорта СССР международного класса.

## Биография
Александр Яковлев родился 8 сентября 1957 года в Киеве.
Начал заниматься лёгкой атлетикой в 1969 году, проходил подготовку в Киеве, учился на факультете романо-германской филологии Киевского государственного университета. Выступал за добровольное спортивное общество «Буревестник» и Вооружённые Силы. Позднее представлял всесоюзное физкультурно-спортивное общество «Динамо» и город Симферополь. Женат с 1985 года на легкоатлетке из Крыма Надежде Раллдугиной.
В 1977 году в журнале «Лёгкая атлетика» была напечатана большая статья об Александре Яковлеве, в которой подробно рассказано о начале его спортивного пути.
Первого серьёзного успеха в тройном прыжке на всесоюзном уровне добился в сезоне 1978 года, когда на зимнем чемпионате СССР в Москве с результатом 16,72 стал серебряным призёром. Попав в состав советской сборной, выступил на чемпионате Европы в помещении в Милане — здесь показал результат 16,47 и завоевал бронзовую награду.
В 1983 году на зимнем чемпионате СССР в Москве прыгнул на 17,04 метра и получил серебро.
В 1984 году одержал победу на Мемориале братьев Знаменских в Сочи (17,50) и на международном турнире в Потсдаме (17,15). Рассматривался в качестве кандидата на участие в летних Олимпийских играх 1984 года в Лос-Анджелесе, однако Советский Союз вместе с несколькими другими странами восточного блока бойкотировал эти соревнования по политическим причинам. Вместо этого Яковлев выступил на альтернативном турнире «Дружба-84» в Москве, где показал результат 17,41 и выиграл серебряную медаль, уступив только своему соотечественнику Олегу Проценко.
В 1985 году взял бронзу на зимнем чемпионате СССР в Кишинёве (16,85). Будучи студентом, представлял страну на Универсиаде в Кобе — в финале показал результат 17,43 метра, став вторым после американца Чарльза Симпкинса.
В 1987 году занял четвёртое место на зимнем чемпионате СССР в Пензе, установив при этом свой личный рекорд в закрытых помещениях — 17,25 метра. Позднее на Мемориале братьев Знаменских в Москве превзошёл всех соперников и установил личный рекорд на открытом стадионе — 17,65 метра.
Завершил спортивную карьеру по окончании сезона 1988 года.
За выдающиеся спортивные достижения удостоен почётного звания «Мастер спорта СССР международного класса».